# روث ماداک
روث ماداک (به انگلیسی: Ruth Madoc؛ زادهٔ ۱۶ آوریل ۱۹۴۳ – درگذشتهٔ ۹ دسامبر ۲۰۲۲) بازیگر اهل بریتانیا بود.
از فیلم‌ها یا مجموعه‌های تلویزیونی که وی در آن‌ها نقش داشته‌است، می‌توان به بریتانیای کوچک، ویولن‌زن روی بام، زیر درخت شیر، شاهزاده و گدا و تلفات اشاره نمود.

## زندگی شخصی و مرگ
همسر اول ماداک بازیگر فیلیپ ماداک بود که با او در سریال تلویزیونی زندگی و زمانه دیوید لوید جورج در سال ۱۹۸۱ ظاهر شد. آنها یک پسر به نام ریس و یک دختر به نام لوری داشتند و بیست سال ازدواج کردند اما در سال ۱۹۸۱ طلاق گرفتند.
در سال ۱۹۸۲، او با شوهر دومش، جان جکسون، ازدواج کرد، که با او در سال ۲۰۰۲ خانه ای در گلینث خرید. آنها تا زمان مرگ او در سپتامبر ۲۰۲۱ ازدواج کردند.
در دسامبر ۲۰۲۲، ماداک قرار بود در پانتومیم علاءالدین در تئاتر پرنسس، تورکی ظاهر شود. با این حال در ۸ دسامبر، بیانیه‌ای که در حساب اینستاگرام ماداک منتشر شد تأیید کرد که او در اوایل هفته دچار سقوط شده‌است و دیگر قادر به حضور در تولید نبوده‌است. پس از انجام عمل جراحی، ماداک روز بعد، ۹ دسامبر، در بیمارستان در سن ۷۹ سالگی درگذشت.